# Salt Lake County
Salt Lake County [ˌsɔːlt leɪk ˈkaʊntɪ] ist ein County im Bundesstaat Utah, die südlich des Großen Salzsees die Region um die Landeshauptstadt Salt Lake City umgibt. Der Verwaltungssitz (County Seat) ist Salt Lake City, das zugleich die Hauptstadt von Utah ist. Das U.S. Census Bureau hat bei der Volkszählung 2020 eine Einwohnerzahl von 1.185.238 ermittelt.

## Geographie
Das Salt Lake County hat eine Fläche von 2092 km², davon sind 1910 km² Land- und 182 km² Wasserfläche. Es grenzt im Uhrzeigersinn an die Countys: Morgan County, Summit County, Wasatch County, Utah County, Tooele County und Davis County.

## Geschichte
Salt Lake County wurde 1852 gegründet und erhielt ihren Namen vom Großen Salzsee (Salt Lake). Es wurde 1847 von mormonischen Pionieren besiedelt. Brigham Young, der Führer der Siedler, erklärte: „Dieses ist der richtige Platz“, nachdem er das Tal mit seinen weiten grünen Flächen gesehen hat.

## Demografische Daten

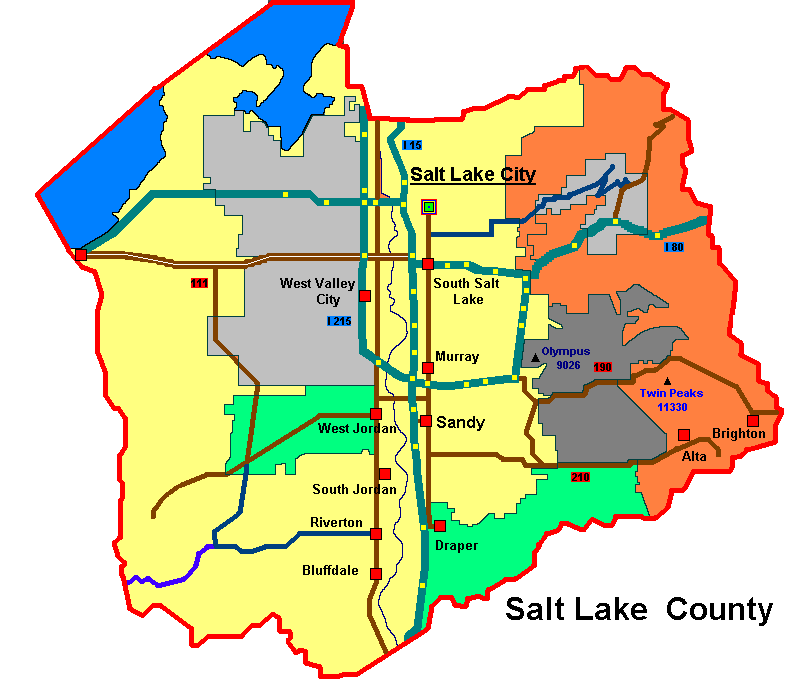
Detaillierte Karte

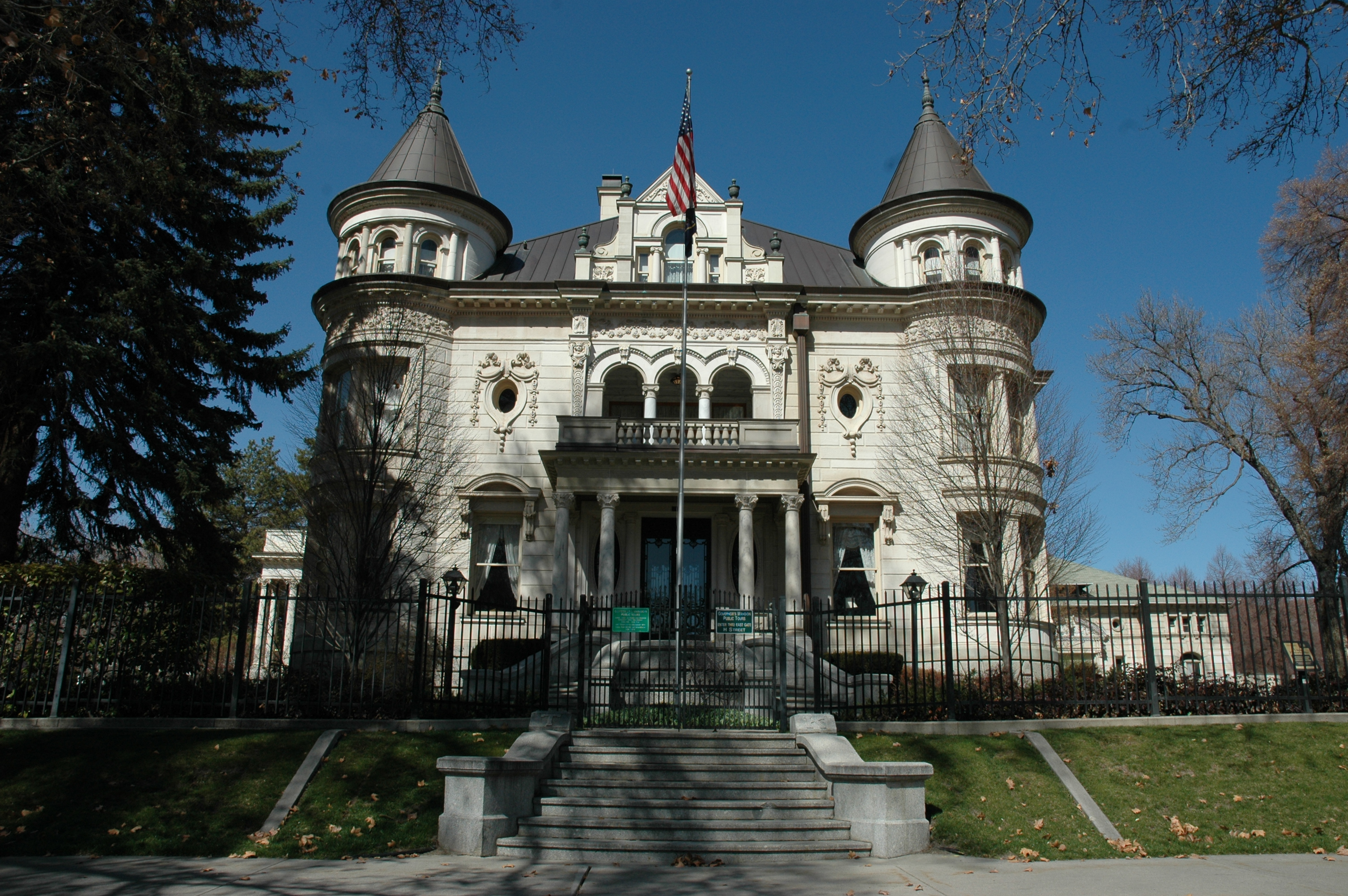
Das Thomas Kearns Mansion and Carriage House, gelistet im NRHP mit der Nr. 70000631

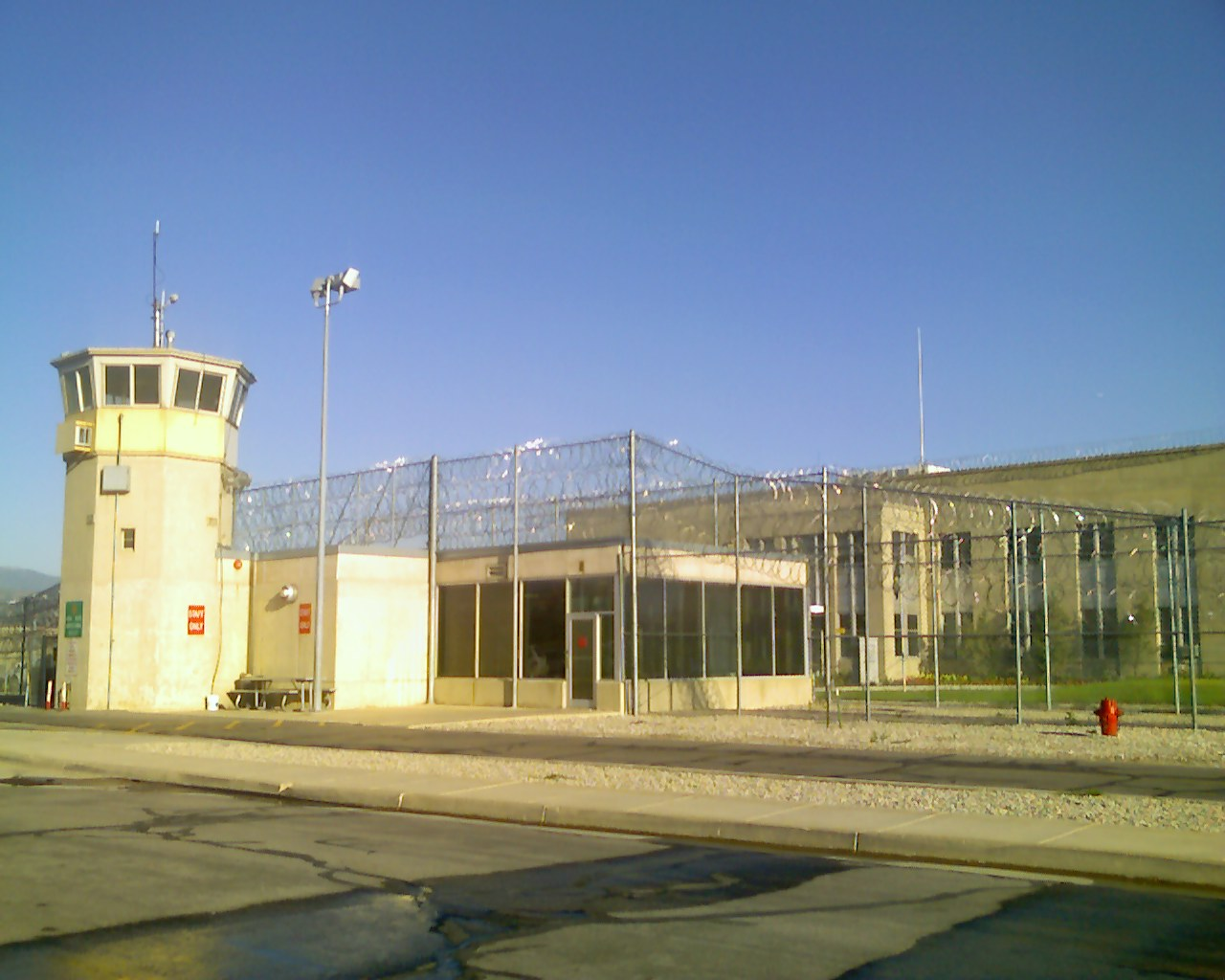
Staatsgefängnis von Utah

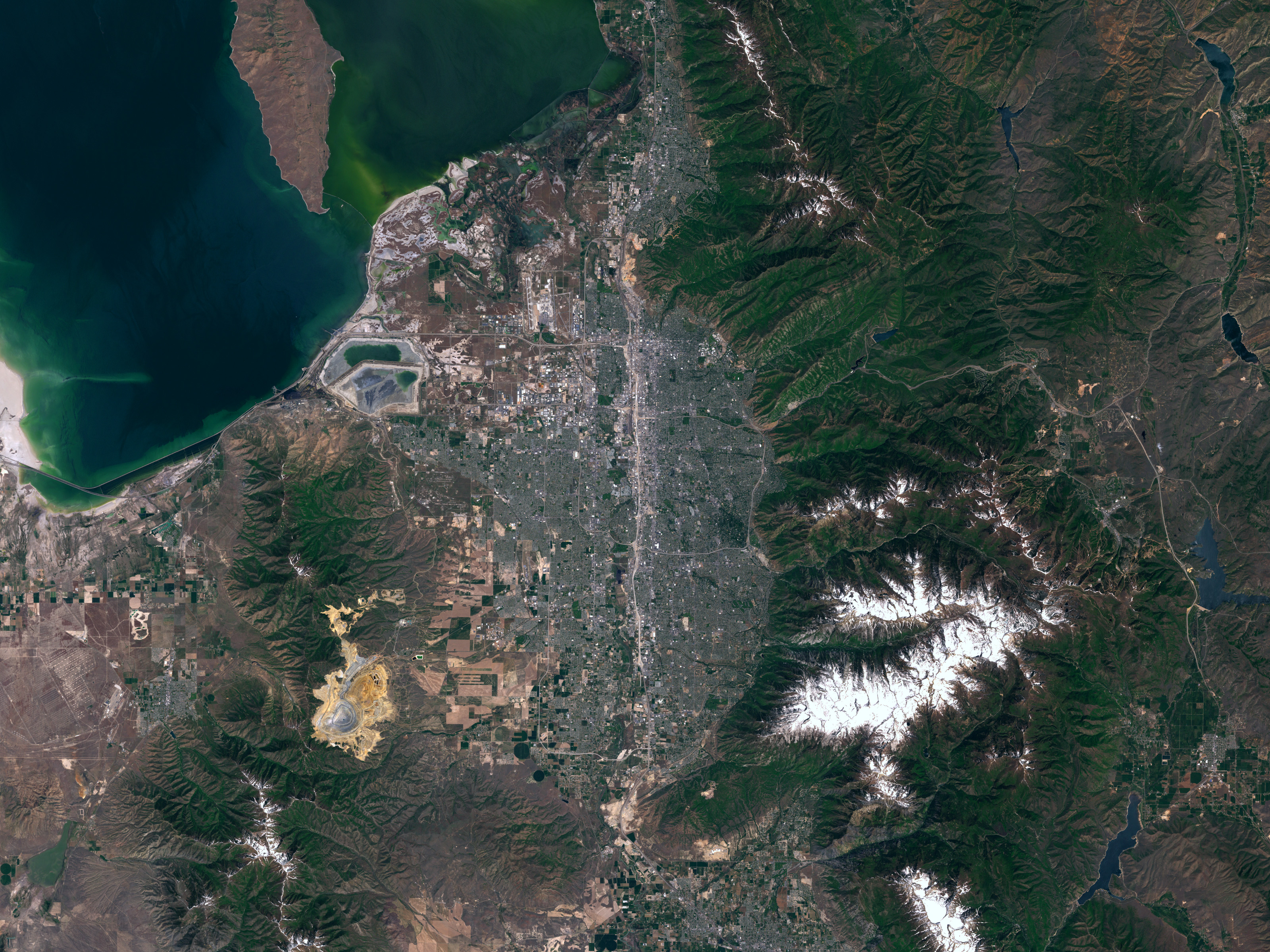
Salt Lake City aus dem Weltraum gesehen

Nach der Volkszählung im Jahr 2000 lebten im Salt Lake County 898.387 Menschen. Es gab 295.141 Haushalte und 213.977 Familien. Die Bevölkerungsdichte betrug 470 Einwohner pro Quadratkilometer. Ethnisch betrachtet setzte sich die Bevölkerung zusammen aus 86,34 % Weißen, 1,06 % Afroamerikanern, 0,88 % amerikanischen Ureinwohnern, 2,56 % Asiaten, 1,23 % Bewohnern aus dem pazifischen Inselraum und 5,36 % aus anderen ethnischen Gruppen; 2,57 % stammten von zwei oder mehr ethnischen Gruppen ab. 11,89 % der Bevölkerung waren spanischer oder lateinamerikanischer Abstammung.
Von den 295.141 Haushalten hatten 40,10 % Kinder und Jugendliche unter 18 Jahre, die bei ihnen lebten. 57,80 % waren verheiratete, zusammenlebende Paare, 10,40 % waren allein erziehende Mütter. 27,50 % waren keine Familien. 20,80 % waren Singlehaushalte und in 6,20 % lebten Menschen im Alter von 65 Jahren oder darüber. Die Durchschnittshaushaltsgröße betrug 3.00 und die durchschnittliche Familiengröße lag bei 3,53 Personen.
Auf das gesamte County bezogen setzte sich die Bevölkerung zusammen aus 30,50 % Einwohnern unter 18 Jahren, 12,90 % zwischen 18 und 24 Jahren, 30,60 % zwischen 25 und 44 Jahren, 18,00 % zwischen 45 und 64 Jahren und 8,10 % waren 65 Jahre alt oder darüber. Das Durchschnittsalter betrug 29 Jahre. Auf 100 weibliche Personen kamen 101,70 männliche Personen, auf 100 Frauen im Alter ab 18 Jahren kamen statistisch 99,70 Männer.
Das jährliche Durchschnittseinkommen eines Haushalts betrug 48.373 USD, das Durchschnittseinkommen der Familien betrug 54.470 USD. Männer hatten ein Durchschnittseinkommen von 36.953 USD, Frauen 26.105 USD. Das Prokopfeinkommen betrug 20.190 USD. 8,00 % der Bevölkerung und 5,70 % der Familien lebten unterhalb der Armutsgrenze. 9,00 % davon waren unter 18 Jahre und 5,50 % waren 65 Jahre oder älter.

## Städte und Orte
- Alta
- Arthur
- Atwood
- Bacchus
- Becks
- Bennion
- Bluffdale
- Brighton
- Buena Vista
- Canyon Rim
- Copperton
- Cottonwood
- Cottonwood Heights
- Crescent
- Cushing
- Dalton
- Draper
- East Millcreek
- Eastwood Hills
- Endot
- Foothill
- Foothill Village
- Forest Dale
- Fort Douglas
- Garfield
- Garfield Junction
- Glendale Park
- Granger
- Granite
- Granite Park
- Greenfield Village
- Herriman
- Holladay
- Hunter
- Jordan
- Kearns
- Knudsens Corner
- Lampton
- Little Cottonwood Creek Valley
- Magna
- Magna Mill
- Midvale
- Millcreek
- Mount Aire
- Mount Olympus
- Murray
- Nash
- Olivers
- Oquirrh
- Pallas
- Park Terrace
- Peruvian Park
- Pinecrest
- Pioneer
- Redwood
- Riter
- Riverton
- Riverton Siding
- Robbe
- Roper
- Salt Lake City
- Sandy City
- Silver Fork
- Snyder
- South Cottonwood
- South Jordan
- South Salt Lake
- Sugar House
- Taylorsville
- Terminal
- Union
- University Village
- Wasatch Resort
- Welby
- West Jordan
- West Valley City
- White City